# 东坑仔商周文化遗址
东坑仔商周文化遗址，位于中国广东省汕头市南澳县后宅镇龙地村，为南澳县的一个县级文物保护单位，类型为古遗址，公布时间为1999年9月24日。
东坑仔商周文化遗址的历史年代为约3500年前。